# Tiden brænder
Tiden brænder er det sekstende studiealbum af den danske sangerinde Sanne Salomonsen. Det blev udgivet den 14. november 2011 på Mermaid Records. De fleste af albummets 13 sange er skrevet direkte til Sanne Salomonsen, og har tydelige referencer til sangerindens tid i Sneakers i 80'erne, som hun betegner som "en af de vigtigste perioder rent musikalsk." På trods af 80'er-referencerne er albummets produktion præget af en rocklyd. Sangskrivere og producere på albummet tæller tidligere samarbejdspartnere som Nikolaj Steen, Marcus Winther-John og Lise Cabble, samt yngre navne som Frederik Thaae, Thomas Troelsen og Julia Fabrin. Rent lyrisk er albummet påvirket af "naturkatastrofer som hungersnød, storme, oversvømmelser, askeskyer", der ifølge Sanne Salomonsen påvirker hende så stærkt, at det giver hende behøv for at synge om det.
"Dæmoner" udkom som albummets første single den 22. august 2011, og handler ifølge Sanne Salomonsen om: "Den handler om mennesker, der lever hemmelige liv. Og den endte med at få en ret grænseoverskridende tekst om en mand og hans dæmoner. Det bliver underbygget af musikken, for der er tryk på hér". I december 2011 udkom andensinglen "Over det", hvis tekst referer til Sanne Salomonsens eget liv: "Den handler om en kvinde i spotlight. En, som står for skud. Hun er samtidig i et forhold, hvor hun ikke får opbakning fra den, hun elsker. Hverken mentalt eller fysisk. Der er selvfølgelig store dele af mig i det, men jeg tror, alle kender til det." Albummets tredje og sidste single, "Minder" udkom den 5. marts 2012. Sangen er bl.a. skrevet af Sanne Salomonsens søn, Victor Ray, og handler om "at Danmark pludselig også bliver ramt af de globale forandringer, og så kan vi gå hér og tænke på en tid, hvor vi levede trygt og godt."
Albummet debuterede på fjerdepladsen af hitlisten, og solgte 1993 eksemplarer i den første uge. I maj 2012 modtog Tiden brænder platin for 20.000 solgte eksemplarer.

## Spor
| #   | Titel                                | Sangskriver(e)                                                         | Producer(e)               | Længde |
| --- | ------------------------------------ | ---------------------------------------------------------------------- | ------------------------- | ------ |
| 1.  | "Dæmoner"                            | Kim Nowak-Zorde, Annika Askman, Johannes "Josh" Jørgensen              | Nikolaj Steen             | 3:43   |
| 2.  | "Tiden brænder"                      | Lasse Lindorff, Julia Fabrin, Jonas Krag                               | Jonas Krag                | 3:48   |
| 3.  | "Over det"                           | Fabrin, Sune Haansbæk, Emil Gotthard                                   | Sune Haansbæk             | 3:36   |
| 4.  | "Små soldater" (featuring Nik & Jay) | Frederik Thaae, Lise Cabble, Gotthard, Niclas Petersen, Jannik Thomsen | Frederik Thaae            | 3:58   |
| 5.  | "Minder"                             | Victor Ray Salomonsen Ronander, Max Winding Menzer, Fabrin, Krag       | Jonas Krag                | 3:53   |
| 6.  | "Hjem"                               | Fabrin, Haansbæk, Marcus Winther-John                                  | Frederik Thaae            | 3:10   |
| 7.  | "Søvngænger"                         | Fabrin, Winther-John, Gotthard, Haansbæk                               | Sune Haansbæk             | 4:08   |
| 8.  | "Rock 'N' Roll"                      | Cabble, Daniel Fält, Morten Woods                                      | Nikolaj Steen             | 3:03   |
| 9.  | "Ingenmandsland"                     | Haansbæk, Krag, Winther-John                                           | Jonas Krag, Sune Haansbæk | 3:38   |
| 10. | "Emily"                              | Rune Braager, Gotthard, Lonnie Kjer                                    | Rune Braager              | 3:25   |
| 11. | "Drømmenes by"                       | Peter Bjørnskov, Mikkel Damgaard, Woods                                | Mikkel Damgaard           | 4:28   |
| 12. | "Hvis du tør"                        | Eva Harlou Troelsen, Thomas Troelsen                                   | Thomas Troelsen           | 3:01   |
| 13. | "Lissabon"                           | Haansbæk, Winther-John, Hanif Sabzevari                                | Óli Poulsen               | 4:24   |

## Personel
| - Sanne Salomonsen – vokal - Kim Nowak-Zorde – sangskriver - Annika Askman – sangskriver, kor - Johannes "Josh" Jørgensen – sangskriver - Nikolaj Steen – producer, instrumenter, bas, trommer, keyboards - Lasse Lindorff – sangskriver - Julia Fabrin – sangskriver, kor - Jonas Krag – sangskriver, producer, guitar, bas, keyboards, programmering, arrangement, indspilning - Sune Haansbæk – sangskriver, producer, instrumenter, arrangement, indspilning, strygerarrangement, keyboards, programmering, akustisk guitar - Emil Gotthard – sangskriver, akustisk guitar - Frederik Thaae – sangskriver, producer, elektrisk guitar, beat programmering, synthesizer, strygerarrangement - Lise Cabble – sangskriver - Niclas Petersen – sangskriver, rap - Jannik Thomsen – sangskriver, rap - Victor Ray Salomonsen Ronander – sangskriver, guitar solo og kor - Max Winding Menzer – sangskriver, piano tema og pads - Marcus Winther-John – sangskriver - Daniel Fält – sangskriver - Morten Woods – sangskriver, guitar, kor | - Rune Braager – sangskriver, producer, vokal indspilning, vokal producer, mixer - Lonnie Kjer – sangskriver, kor - Peter Bjørnskov – sangskriver - Mikkel Damgaard – sangskriver, producer, keyboards, indspilning - Eva Harlou Troelsen – sangskriver - Thomas Troelsen – sangskriver, producer, instrumenter, indspilning, mixer - Hanif Sabzevari – sangskriver, fløjt - Óli Poulsen – producer, beats, bas, keyboards, elektrisk guitar, akustisk guitar, mixer - Marcus Liliequist – trommer - Tine Midtgaard – kor - Warszawa Radio Orkester – strygere - Kammerkoret DiVers – kor - 6. klasserne på Skt. Jørgens Skole i Roskilde – kor - Henrik Lindstrand – piano - Line Krogholm – kor - Rikke Hvidbjerg – kor - Henrik Schou Poulsen – bas - Christer Jansson – trommer - Marcus "Black" Sjöbjerg – trommeindspilning |

## Hitlister og certificeringer
| Hitliste (2011) | Højeste placering |
| --------------- | ----------------- |
| Danmark         | 4                 |

| Hitliste (2011) | Placering |
| --------------- | --------- |
| Danmark         | 23        |
| Hitliste (2012) | Placering |
| Danmark         | 67        |

| Land (Organisation) | Certificering |
| ------------------- | ------------- |
| Danmark (IFPI)      | Platin        |